# روی فوربس
روی فوربس (انگلیسی: Roy Forbes; ۶ آوریل ۱۹۲۲ – ۱۲ آوریل ۲۰۱۷) بازیکن هاکی روی یخ اهل کانادا بود.
وی در مسابقات کشوری و بین‌المللی در مجموع برندهٔ ۱ مدال طلا شده‌است.